# Varstu
Varstu är en ort i Estland. Den ligger i Varstu kommun och landskapet Võrumaa, i den södra delen av landet, 230 km sydost om huvudstaden Tallinn. Varstu ligger 84 meter över havet och antalet invånare är 437.
Terrängen runt Varstu är platt, och sluttar västerut. Runt Varstu är det mycket glesbefolkat, med 6 invånare per kvadratkilometer. Närmaste större samhälle är Rõuge, 17,8 km nordost om Varstu. I omgivningarna runt Varstu växer i huvudsak blandskog.